# كفر طنبول القديم
قرية كفر طنبول القديم هي إحدى القرى التابعة لمركز السنبلاوين في محافظة الدقهلية في جمهورية مصر العربية. حسب إحصاءات سنة 2006، بلغ إجمالي السكان في كفر طنبول القديم 3542 نسمة، منهم 1740 رجل و1802 امرأة.